# Albert Defant
Albert Joseph Maria Defant (født 12. juli 1884 i Trient, død 24. december 1974 i Innsbruck) var en østrigsk oceanograf og geofysiker. Han var professor ved universitetet i Innsbruck fra 1924 til 1927 og på ny fra 1945 til 1954 og ved universitetet i Berlin fra 1927 til 1945. Han var en af lederne af Meteor-ekspeditionen i 1925–1927, og forestod fremlæggelsen af store dele af resultaterne fra ekspeditionen. 
Han forskede og skrev om emner inden for forskellige grene af fysisk oceanografi og i meteorologi. Defant har som få andre præget udviklingen af fysisk oceanografi, og den af ham forfattede lærebog Physical Oceanography (1961) regnes som et standardværk i oceanografisk litteratur.
Defant modtog Galathea Medaillen i 1935.

## Forfatterskab
- Wetter und Wettervorhersage. 1918; 2. rev. Aufl. 1926 (tysk)
- Gezeitenprobleme des Meeres in Landnähe. Hamburg 1925. Reihe: Probleme der kosm. Physik", Hgg. Jensen & Schwaßmann, H. 6 (tysk)
- Dynamische Ozeanographie. 1929 (tysk)
- Ebbe und Flut des Meeres. 1932. In: "Meereskunde. Sammlung volkstümlicher Vorträge", Hg. Institut für Meereskunde, Berlin, Band 18, 7, Heft 203 (tysk)
- som udgiver: Deutsche atlantische Expedition auf dem Forschungs- und Vermessungsschiff Meteor (1932-1941) (tysk)
- med Günther Böhnecke & Hermann Wattenberg: Plan und Reiseberichte. Die Tiefenkarte. Das Beobachtungsmaterial. Mittler, Berlin 1936. Reihe: Die ozeanogr. Arbeiten des Vermessungsschiffes Meteor in d. Dänemarkstrasse u. Irmingersee, 1 (Veröffentl. des Inst. f. Meereskunde an d. Univ. Berlin. N. F. A, 32.) (tysk)
- Die Gezeiten der festen Erde, des Meeres und der Atmosphäre. Berlin 1942. Reihe: Preuss. Akad. d. Wiss. Vorträge u. Schriften, 10 (tysk)
- som udgiver med Hans Frebold: Der Einfluss des Reflexionsvermögens von Wasser und Eis auf den Wärmeumsatz der Polargebiete. Reihe: Veröffentlichungen des Deutschen Wissenschaftlichen Instituts DWI zu Kopenhagen. Reihe 1: Arktis. Nr. 5 Gebrüder Borntraeger, Berlin 1942 (tysk)
- Die Geophysik und ihre Stellung im Rahmen der übrigen Naturwissenschaften. (Antrittsrede). Tyrolia, Innsbruck 1950 (tysk)
- Ebbe und Flut des Meeres, der Atmosphäre und der Erdfeste. Springer, Berlin 1953 (tysk)
- Physikalische Dynamik der Atmosphäre (gemeinsam mit seinem Sohn F. Defant), Akademische Verlagsgesellschaft, Frankfurt 1958 (tysk)

### På internettet
"Über die wissenschaftlichen Aufgaben und Ergebnisse der Expedition" (i Die Deitsche Atlantische Expedition auf dem Vermessungs- und Forschungsshiff „Meteor"; Der Zeitschrift der Gesellschaft für Erdkunde zur Berlin, Jahrgang 1927, Nr. 7/8; s. 359-369) (tysk)